# Кромино (Наро-Фоминский район)
Кромино — деревня в городском поселении Апрелевка Наро-Фоминского района Московской области России. Население — 50 жителей на 2006 год, в деревне числятся 6 улиц и 1 тупик. До 2006 года Кромино входило в состав Петровского сельского округа
Деревня расположена на берегу реки Десна, примерно в 25 км к северо-востоку от Наро-Фоминска, практически — южная окраина Апрелевки, высота центра деревни над уровнем моря 171 м. Ближайшие населённые пункты — Мартемьяново южнее, на противоположном берегу реки и Малые Горки сразу за оврагом на востоке.